# Nassinia caffraria
Nassinia caffraria is een vlinder uit de familie van de spanners (Geometridae). De wetenschappelijke naam werd gepubliceerd in 1767 door Carl Linnaeus.
De soort komt voor in tropisch Afrika.